# 専制主義
専制主義（せんせいしゅぎ、英語: Despotism）とは、独裁政治・軍国主義などの思想・方針を指す。自らが経済的にも軍事的にも強固であることを重視し、国民に強い支持を強制する傾向がある。

## 概要
世界各国の民主主義の度合いを評価するアメリカの人権監視団体「フリーダム・ハウス」がまとめた2022年の年次報告書によると、民主主義国家の数は2005年の89か国をピークに減少傾向となっており、2021年には83か国になった。他方で、参政権や報道の自由などに制限を加えている専制主義国家は、2005年には45か国であったが、2021年には56か国にまで拡大した。専制主義国家の国内総生産（GDP）は1990年には世界全体の6.2%に過ぎなかったが、2021年には26.4%と大幅に成長しており、「影響力は無視し得ない規模にまで広がっている」と指摘されている。